# لشکر صد و ششم پیاده‌نظام (ورماخت)
لشکر ۱۰۶ام پیاده‌نظام (آلمانی: 106. Infanterie-Division) از لشکرهای وابسته به آلمان نازی در جنگ جهانی دوم بود.

## فرماندهان
- ارنست دنر (۲۸ نوامبر ۱۹۴۰–۳ می ۱۹۴۲)
- آلفونس هیتر (۳ می - ۱ نوامبر ۱۹۴۲)
- آرتور کولمر (۱ نوامبر ۱۹۴۲–۱ ژانویه ۱۹۴۳)
- ورنر فورست (۱ ژانویه ۱۹۴۳–۲۰ فوریه ۱۹۴۴)
- زیگفرید فون رکوفسکی (۲۰ فوریه - اوت ۱۹۴۴)